# 倫寧湖鎮區 (阿肯色州蘭道夫縣)
倫寧湖鎮區（英語：Running Lake Township）是位於美國阿肯色州蘭道夫縣的一個行政鎮區。

## 地方資料
倫寧湖鎮區的面積為67.29平方千米，當中陸地面積為66.32平方千米，而水域面積為0.97平方千米。根據2010年美國人口普查的數據，當地共有人口207人，而人口密度為每平方千米3.08人。